# Славгородско-Чернодольское восстание
Славгородско-Чернодольское восстание — восстание крестьян под руководством большевиков Славгородского уезда Алтайской губернии против мобилизации в армию Временного Сибирского правительства.

## Предпосылки
В августе 1918 г. Временное Сибирское правительство объявило приказ о мобилизации юношей в возрасте 18-20 лет в армию. Отказники подлежали уголовному преследованию. По Славгородскому уезду был разослан приказ начальника гарнизона штабс-капитана Киржаева, согласно которому новобранцы должны были 4 сентября явится на сборный пункт.
Крестьяне с. Чёрный дол (ныне Архангельское) Славгородского уезда, распропагандированные местными большевиками, в число которых входили С. Светлов-Топтыгин, Г. Загрупный, Г. Заровный, отказались дать призывников, мотивируя это своим нежеланием воевать в какой-либо армии и ссылкой на заключенный в марте 1918 г. Брестский мир.
Крестьяне с. Чёрный дол (ныне Архангельское) не только сами не подчинились приказу Киржаева, но и остановили ехавших на призыв из других волостей.

## Начало восстания
28 августа в Чёрный Дол прибыл офицерский отряд, чтобы доставить призывников в Славгород. Мобилизовав призывников несмотря на протесты крестьян, отряд заодно арестовал часть местных большевиков и ушёл в город, захватив с собой арестованных.
Оставшиеся в селе большевики, пользуясь недовольством крестьян, организовали из них крупный отряд и решили напасть на Славгород, где, кроме, небольшого офицерского гарнизона, никаких войск не было.
Утром 2 сентября крестьянский отряд, вооружённый винтовками и вилами, внезапно напал на город. Освободив арестованных, они повели наступление на офицерскую роту. Многие офицеры, а также городской голова А. Фрей были убиты. Для руководства восстанием был образован «Крестьянско-рабочий штаб» во главе с П.Фесенко с резиденцией в Чёрном Доле. Повстанцы издали несколько воззваний, в которых призвали жителей окрестных местностей присоединиться к ним. В сёла с аналогичными призывами были направлены агитаторы.

## Подавление восстания
После захвата Славгорода большевиками в город из окрестных сёл потянулись их сторонники, из которых они попытались организовать «крестьянский съезд» и боевые части.
Тем временем, в Омске стало известно о захвате Славгорода большевиками и туда отправили отряд в количестве 1000 штыков и сабель во главе с атаманом Б. В. Анненковым. Большевики попытались организовать оборону города, но в первых числах сентября были разбиты у ст. Бурла и разъезда Гусиная Ляга. После этих поражений крестьяне окрестных сёл разбежались по домам и город защищать оказалось некому.
10-го сентября анненковцы без боя вошли в Славгород. Там они захватили в плен 87 не успевших бежать из города участников так называемого «крестьянского съезда», назначенного на 12-го сентября. В тот же день была взята и сожжена дотла деревня Чёрный Дол, которая являлась инициатором мятежа и где располагался штаб восставших.
После чего Анненков пригрозил селам, жители которых участвовали в нападении на Славгород, провести по ним карательный рейд, если они не выдадут большевиков и их сторонников, участвовавших в нападении.
Жители сёл на общих сходах приняли решение, чтоб большевики и люди, принимавшие участие в захвате Славгорода, сами сдались властям. В противном случае, их выдадут силой. Многие большевики сдались сами. Всего в Славгороде и окрестных селах было арестовано около 500 человек, напавших на город.
После чего атаман Анненков издал приказ о немедленной сдаче оружия населением.
11-го сентября 1918 года захваченных накануне участников «крестьянского съезда» изрубили на площади Славгорода против народного дома, и по приказу Анненкова там же закопали в яму.
Затем, в течение нескольких дней большая часть арестованных большевиков и их сторонников была расстреляна.
Таким образом, большевистский мятеж в Славгородском уезде был подавлен.

## Советское расследование обстоятельств восстания
В 1920—1921 гг. Алтайская губернская ЧК вела дознание по ряду дел, возбуждённых против местных жителей по обвинению их в выдаче карателям большевиков. Но собрать улик не удалось, и дела, как правило, прекращались за отсутствием состава преступления. Сам Аненков был приговорён к смертной казни.
Во время репрессий 1937—1938 гг. подозрения в причастности к подавлению Чернодольского восстания служили отягчающим обстоятельством при вынесении приговоров.